# 마르쿠스 페트로니우스 수라 마메르티누스
마르쿠스 페트로니우스 수라 마메르티누스 (Marcus Petronius Sura Mamertinus, 190년과 192년 사이 사망)는 2세기에 활동했던 로마 제국의 집정관으로 마르쿠스 아우렐리우스 황제의 사위 중 한 명이었다.
마메르티누스는 이집트 지역으로 추정되는 아프리카를 기원으로 한 부유하고 연줄이 튼튼한 가문 출신이었다. 그의 아버지 마르쿠스 페트로니우스 마메르티누스는 150년에 보좌 집정관을 지냈고, 어머니의 이름은 알려진 것이 없다. 그는 190년에 집정관을 지낸 형제 마르쿠스 셉티미아누스와 저명한 원로원 의원 마르쿠스 안토니누스 안티우스 루푸스를 남편으로 둔 자매가 한 명 있었다. 마메르티누스는 문법학자 마르쿠스 코르넬리우스 프론토와 친척이기도 하였다.
마르쿠스 아우렐리우스 (재위: 161년-180년)와 소 파우스티나 (161년-175년) 시기에, 마메르티누스는 이들의 딸 안니아 코르니피키아 파우스티나 미노르와 로마에서 결혼을 했다.
173년 이후 어느 시기, 코르니피키아 파우스티나는 페트로니우스 안토니누스라는 아들을 낳았다.
마메르티누스와 그의 일가는 180년 초 마르쿠스 아우렐리우스의 동계 주둔지에 있었을 가능성이 있다. 마르쿠스 아우렐리우스가 이후 그 해에 사망했을 당시, 마메르티누스의 처남 콤모두스가 황제 자리를 이어받았다. 182년에, 마메르티누스는 집정관직을 수행했다. 190년과 192년 사이 어느 때, 콤모두스는 마메르티누스, 그리고 그의 아들, 그의 형제, 그의 자매의 가족들에 대한 사형을 내렸다. 코르니피키아는 남동생의 정치적 박해에서 살아남았고 후에 재혼하였다.

## 참고 문헌
- Martin M. Winkler, The Fall of the Roman Empire: Film and History (2009)
- Michael Petrus Josephus van den Hout, A commentary on the Letters of M. Cornelius Fronto (1999)
- Albino Garzetti, From Tiberius to the Antonines: a history of the Roman Empire AD 14-192 (1974)
- Faustina II livius.org (last accessed 27 February 2020)

| 공직                                            | 공직                                                   | 공직                                                |
| ----------------------------------------------- | ------------------------------------------------------ | --------------------------------------------------- |
| 이전 콤모두스 3선, 루키우스 안티스티우스 부루스 | 로마 제국의 집정관 182년 with 퀸투스 티네이우스 루푸스 | 이후 콤모두스 4선, 가이우스 아우피디우스 빅토리누스 |